# Opel

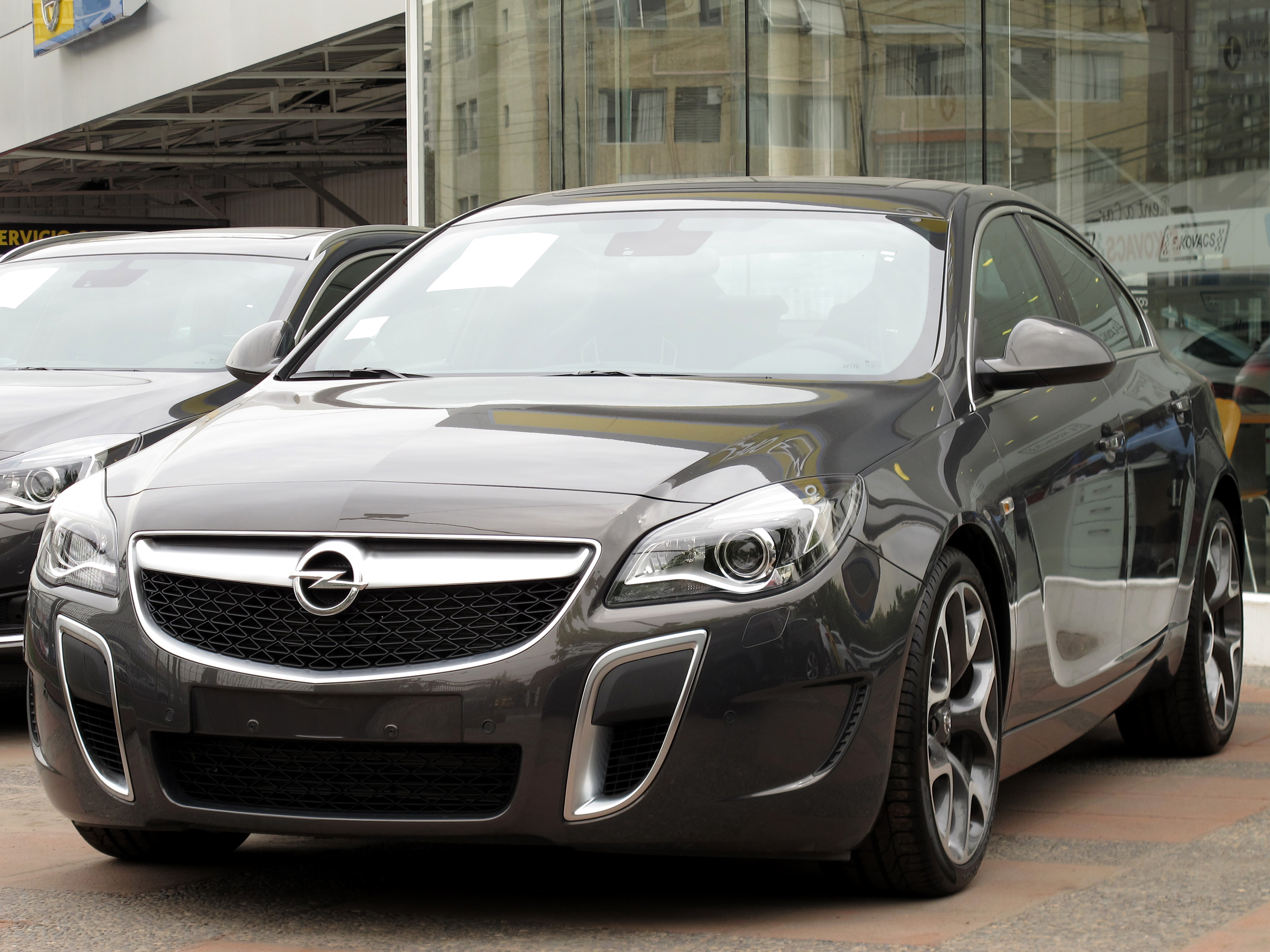
Opel Insignia OPC

Opel este o fabrica producătoare de vehicule din Germania cu sediul in Russelsheim, fondată în anul 1862 de către Adam Opel. Aceasta este o filială a Groupe PSA din 1 august 2017. În martie 2017, Groupe PSA a fost de acord să achiziționeze Opel de la General Motors. Achiziția a fost aprobată de autoritățile de reglementare ale Comisiei Europene în iulie 2017. Sediul Opel se află în Rüsselsheim am Main, Hesse, Germania.

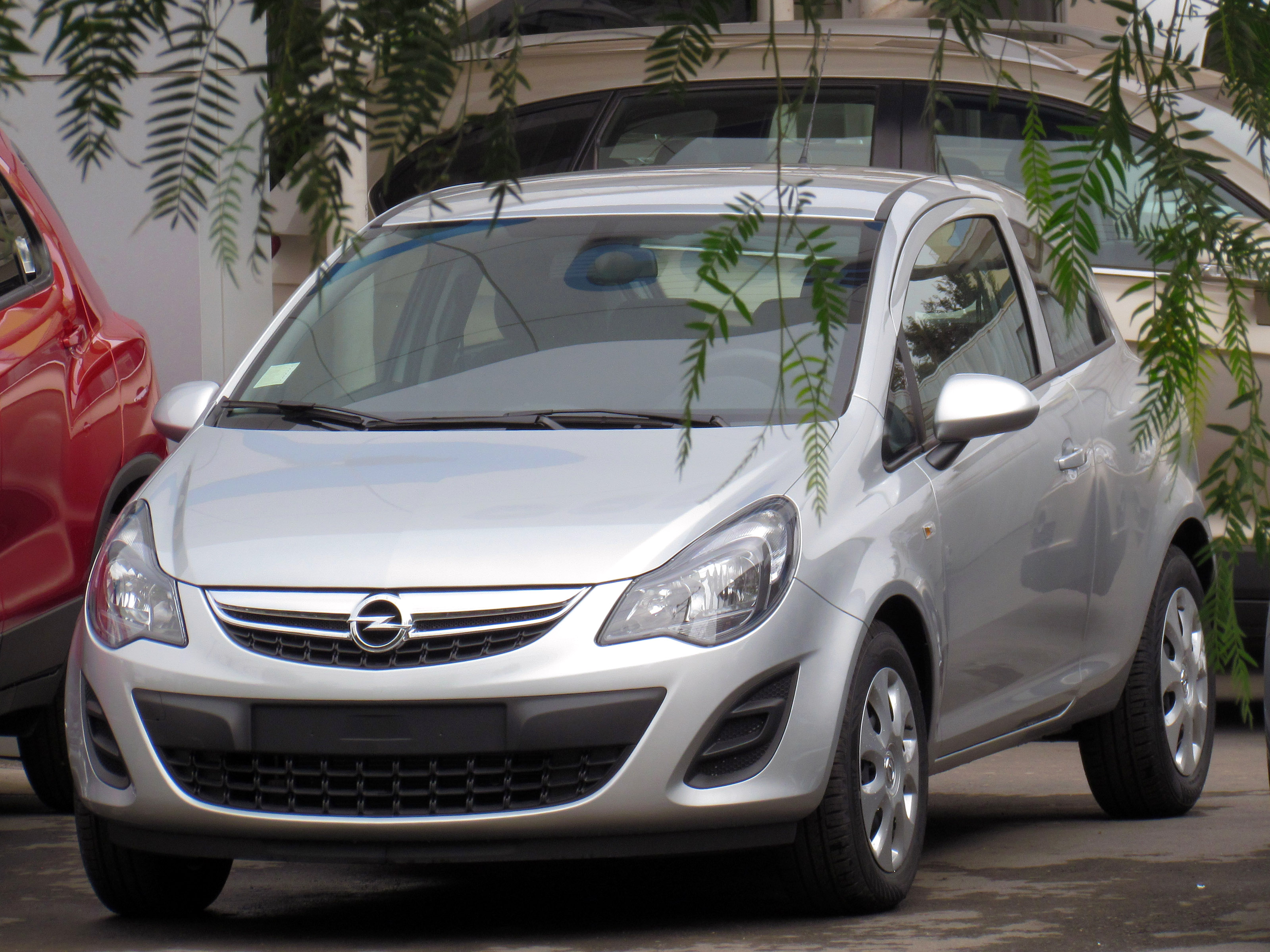
Opel Corsa

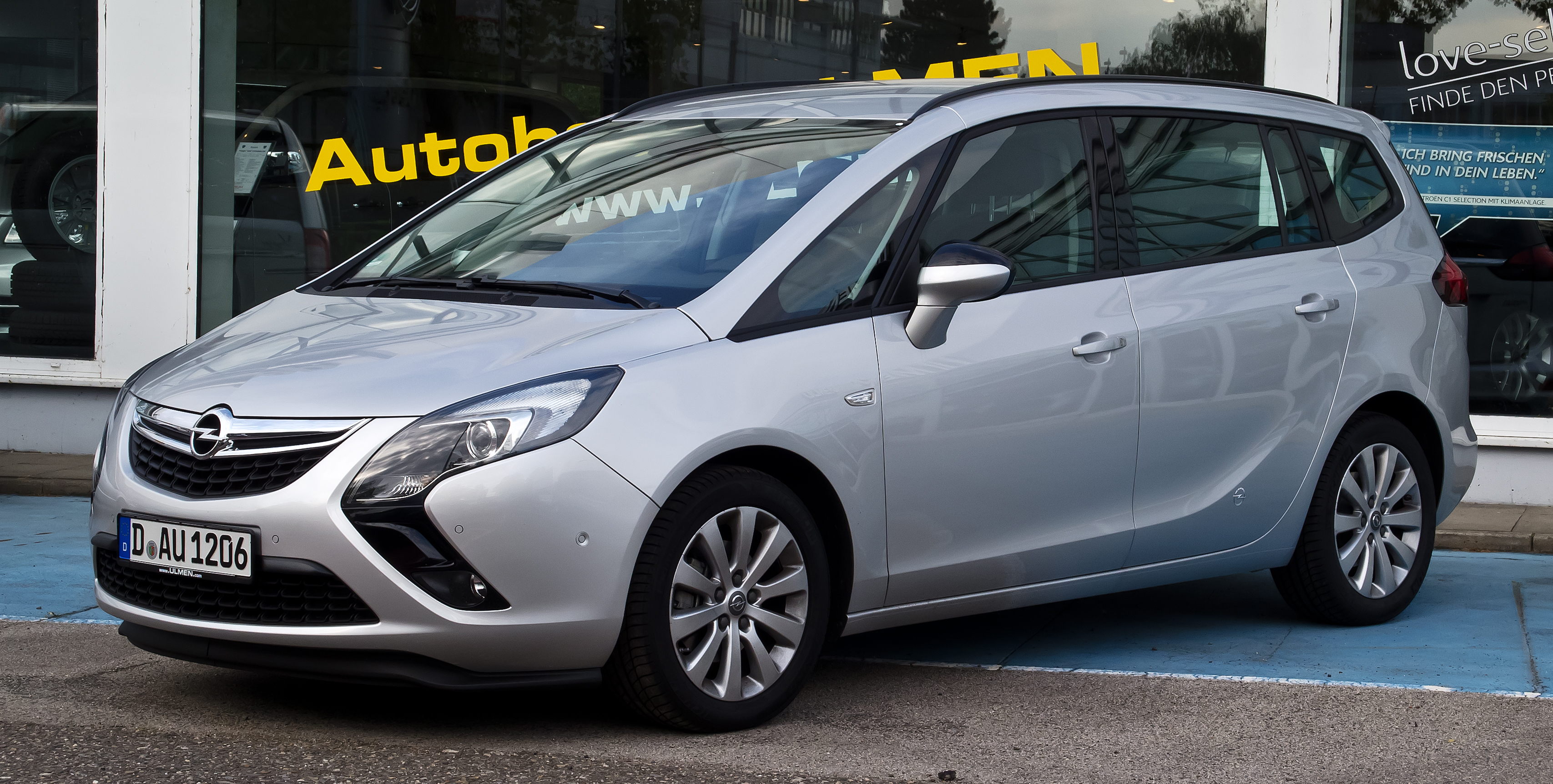
Opel Zafira Tourer

Inițial compania producea mașini de cusut, iar din 1886 a început să producă biciclete. Adam Opel a murit în anul 1895, urmând ca afacerea să fie preluată de soția acestuia și de doi dintre fii săi. În anul 1898, au realizat un parteneriat cu Frederich Lutzmann, ce a dus la realizarea primului model Opel. Începând cu anul 1899 compania a început să producă automobile. În anul 1929 pachetul majoritar de acțiuni a fost cumpărat de compania americană General Motors. În prezent brand-ul Opel este deținut de Stellantis.

## Modele

### Actuale
Următorul tabel listează vehiculele Opel curente și anunțate produse începând cu 2021:
| Astra                                                                           | | mașină mică de familie                | - hatchback - Sports Tourer (break)                                            |
| Combo Life (o variantă cu altă sigla de Peugeot Rifter/Citroën Berlingo)        | | vehicul pentru activități de agrement | - furgonetă                                                                    |
| Corsa                                                                           | | supermini                             | - hatchback                                                                    |
| Crossland                                                                       | | crossover subcompact                  | - MPV/SUV                                                                      |
| Grandland                                                                       | | SUV crossover compact                 | - SUV                                                                          |
| Insignia                                                                        | Opel Insignia Grand Sport 1.6 Diesel Business Innovation (B) – Frontansicht, 5. Mai 2017, Düsseldorf | mașină mare de familie                | - Grand Sport (hatchback) - Sports Tourer (break) - Country Tourer (break AWD) |
| Mokka                                                                           | Opel Insignia Grand Sport 1.6 Diesel Business Innovation (B) – Frontansicht, 5. Mai 2017, Düsseldorf | SUV crossover subcompact              | - SUV                                                                          |
| Zafira Life (o variantă cu altă sigla de Peugeot Traveller/Citroën SpaceTourer) | | microbuz                              | - dubă                                                                         |

### Vehicule utilitare ușoare
| Combo (o variantă cu altă sigla de Peugeot Partner/Citroën Berlingo) |  | furgonetă fără geamuri | - furgonetă                          |
| Vivaro (o variantă cu altă sigla de Peugeot Expert/Citroën Jumpy)    |  | vehicul utilitar ușor  | - dubă                               |
| Movano (o variantă cu altă sigla de Fiat Ducato)                     |  | vehicul utilitar ușor  | - dubă - cabină sașiu - cabină dublă |

### Istorice
| System Lutzmann                                              |  | 1899–1902           |
| Darracq                                                      |  | 1902–1907           |
| Doktorwagen                                                  |  | 1909–1910           |
| Laubfrosch                                                   |  | 1924–1931           |
| Blitz                                                        |  | 1930–1988           |
| Olympia                                                      |  | 1935–1970           |
| Admiral                                                      |  | 1937–1939 1964–1976 |
| Kadett                                                       |  | 1937–1940 1962–1993 |
| Kapitän                                                      |  | 1939–1970           |
| Olympia Rekord                                               |  | 1953–1957           |
| Rekord                                                       |  | 1953–1986           |
| Diplomat                                                     |  | 1964–1977           |
| Commodore                                                    |  | 1967–1982           |
| GT (o variantă cu altă sigla de Saturn Sky)                  |  | 1968–1973 2007–2010 |
| Ascona                                                       |  | 1970–1988           |
| Manta                                                        |  | 1970–1988           |
| Monza                                                        |  | 1978–1986           |
| Senator                                                      |  | 1978–1993           |
| Chevette (o variantă cu altă sigla de Vauxhall Chevette)     |  | 1980–1982           |
| Omega                                                        |  | 1986–2004           |
| Vectra                                                       |  | 1988–2008           |
| Calibra                                                      |  | 1989–1997           |
| Campo (o variantă cu altă sigla de Isuzu Faster)             |  | 1991–2001           |
| Frontera (o variantă cu altă sigla de Isuzu MU/Isuzu Wizard) |  | 1991–2004           |
| Monterey (o variantă cu altă sigla de Isuzu Trooper)         |  | 1992–1999           |
| Tigra                                                        |  | 1994–2001 2004–2009 |
| Sintra (o variantă cu altă sigla de Chevrolet Venture)       |  | 1996–1999           |
| Arena (o variantă cu altă sigla de Renault Trafic)           |  | 1997–2001           |
| Zafira                                                       |  | 1999–2019           |
| Agila (o variantă cu altă sigla de Suzuki Splash)            |  | 2000–2014           |
| Speedster                                                    |  | 2001–2005           |
| Signum                                                       |  | 2003–2008           |
| Meriva                                                       |  | 2003–2017           |
| Antara                                                       |  | 2006–2015           |
| Ampera (o variantă cu altă sigla de Chevrolet Volt)          |  | 2011–2015           |
| Adam                                                         |  | 2012–2019           |
| Cascada                                                      |  | 2013–2019           |
| Karl (o variantă cu altă sigla de Chevrolet Spark)           |  | 2014–2019           |
| Ampera-e (o variantă cu altă sigla de Chevrolet Bolt)        |  | 2017–2019           |